# 삼성 갤럭시 익스프레스
삼성 갤럭시 익스프레스(Samsung Galaxy Express)는 삼성전자에서 2012년 9월 28일에 출시한 안드로이드 스마트폰이다.
글로벌 모델은 2013년 1월 28일 성능이 소폭 하향되고, 외형이 약간 변하여 출시되었다.

## 연혁
- 2012년 9월 28일 : AT&T를 통해 SGH-I437이라는 모델명으로 미국 출시
- 2013년 1월 28일 : 글로벌 모델 출시
- 2013년 2월 25일 : 모바일 월드 콩그레스 2013에 제품 전시[4]

## 안드로이드4.1 젤리빈업그레이드
글로벌 모델은 4.1.2 젤리빈을 탑재하여 출시했다.
2013년 3월 26일 SGH-I437 모델에 대한 안드로이드 4.1.2 젤리빈으로의 업그레이드가 시작되었다.
주요 개선점은 다음과 같다.
- 프로젝트 버터 적용
- 전체 사용자 인터페이스 개선
  - Nature UX 터치위즈 (터치위즈 5.0) 적용
  - 많은 알림 토글과 새로운 알림창
- 삼성 S 클라우드
- 많은 커스텀 옵션과 새로운 잠금해제 애니메이션
- 새로워진 위젯들
- 두개의 홈스크린 모드 (기본모드, 이지모드)
- 구글 나우 추가

## 변종

### 미국

#### SGH-I437
AT&T를 통해 출시 된 모델로, 글로벌 모델보다 먼저 출시되었다.

## 같이 보기
- 삼성 갤럭시 프리미어
- 삼성 갤럭시 그랜드